# 広島県立芦品まなび学園高等学校
広島県立芦品まなび学園高等学校（ひろしまけんりつあしなまなびがくえんこうとうがっこう）は、広島県福山市新市町にある、定時制普通科のみの高等学校である。「一人ひとりが輝く主人公へ」を学校のテーマとして掲げ、広島県内唯一の二期制、3部制（午前部、午後部、夜間部）の単位制高等学校として独特の教育システムを持っている。また、日本国内では珍しい高校の聴講生制度を取り入れている。
最寄駅はJR西日本福塩線戸手駅または上戸手駅である。

## 沿革
- 2000年 従来の広島県立府中高等学校、広島県立戸手高等学校、広島県立自彊高等学校、広島県立神辺高等学校4校の定時制を統合して広島県立戸手商業高等学校の跡地に定時制課程単独校として新設開校｡
- 2003年 文部科学省「国語力向上モデル事業（平成15・16年度）」指定校へ決定
- 2016年 大旗連合建築設計の設計[2]、占部建設工業の建築により[3]、新校舎が竣工[2]。

## 部活動
運動部
- 剣道部
- サッカー部
- ソフトボール部
- 卓球部
- 軟式野球部
- バスケットボール部
- バドミントン部
- バレーボール部

文化部
- 音楽部
- 家庭科部
- パソコン部
- 美術部